# Leo Klasinc
Leo Klasinc (* 20. Mai 1937 in Zagreb; † 9. Februar 2021 ebenda) war ein jugoslawischer bzw. kroatischer Chemiker.

## Leben
Leo Klasinc studierte Chemie an der Technologischen Fakultät der Universität Zagreb und promovierte 1963 an der Fakultät für Pharmazie und Biochemie der Universität Zagreb bei Smiljko Ašperger mit einer Dissertation zum Thema Der Stickstoff-15-Isotopeneffekt und der sekundäre Deuterium-Isotopeneffekt bei der Reaktion von Ammoniumsalzen mit Alkalischen Lösungen. Am Kernforschungszentrum Karlsruhe, wo er 1960 bei Dietrich Schulte-Frohlinde seine Diplomarbeit geschrieben hatte, war er zwischen 1966 und 1984 immer wieder als Postdoc und Gastwissenschaftler tätig.
Er war ab 1961 wissenschaftlicher Mitarbeiter am Institut Ruđer Bošković in Zagreb, wo er ab 1968 das Labor für chemische Kinetik und atmosphärische Chemie der Abteilung für Physikalische Chemie leitete. Daneben war er Dozent an den Universitäten Zagreb und Ljubljana sowie ab 1984 regelmäßiger Gastprofessor an der Louisiana State University, wo er sich hauptsächlich mit Laserspektroskopie und Massenspektrometrie beschäftigte.
Er war ab 1990 korrespondierendes und ab 2004 ordentliches Mitglied der Kroatischen Akademie der Wissenschaften und Künste.

## Veröffentlichungen (Auswahl)
- (mit Dietrich Schulte-Frohlinde): Über die Photochemie des Bis-[4-methyl-naphthalin-(2)]-indigos, Teil 2: Die Quantenausbeuten der Lichtumlagerung, in: Kernforschungszentrum Karlsruhe (ZDB-ID 1383090-9), Heft 70, 1961, S. 2382–2389 und 2726–2730
- (mit Dietrich Schulte-Frohlinde): HMO Calculation of Some Substituted Phenyldiazonium Ions, in: Zeitschrift für Physikalische Chemie, Jg. 60.1968, S. 1–10
- (mit Zvonimir B. Maksić und Nenad Trinajstić): Simetrija molekula (Molekülsymmetrie), 1979
- Photoelectron spectra of conjugated molecules, in: Pure and Applied Chemistry, Jg. 52.1980, S. 1509–1524
- (mit Igor Novak, Jürgen Rieger und Manfred Scholz): MO-Berechnungen an Heterocyclen, 24. Mitt.: Eine Interpretation der UPS der 2,2′-und 4,4′-Bipyridyle und deren N-Monoxide, in: Monatshefte für Chemie, Jg. 112.1981, S. 697–705 (Abstract)
- (mit Hans Güsten): Eine Voraussagemethode zum abiotischen Abbauverhalten von organischen Chemikalien in der Umwelt, in: The Science of Nature, Jg. 73.1986, S. 129–135
- (mit Brunislav Matasović und Tomislav Cvitaš): Growth Season Photochemical Pollution over the UK Based on 1990-2006 Ozone Data, in: Croatica Chemica Acta, Jg. 86.2013, S. 57–64 (Abstract und Link zum Volltext)
- (als Hrsg.): Smiljko Ašperger 1921.–2014., 2015, ISBN 9789533470344